# Ballószög
Ballószög este un sat în districtul Kecskemét, județul Bács-Kiskun, Ungaria, având o populație de 3.260 de locuitori (2011). 

## Demografie
Componența etnică a satului Ballószög
     Maghiari (97,63%)
     Necunoscut (0,65%)
     Alții (1,72%)
Componența confesională a satului Ballószög
     Romano-catolici (45,49%)
     Fără religie (14,02%)
     Reformați (9,57%)
     Necunoscută (28,77%)
     Alte religii (3,59%)
Conform recensământului din 2011, satul Ballószög avea 3.260 de locuitori. Din punct de vedere etnic, majoritatea locuitorilor (97,63%) erau maghiari. Apartenența etnică nu este cunoscută în cazul a 0,65% din locuitori. Nu există o religie majoritară, locuitorii fiind romano-catolici (45,49%), persoane fără religie (14,02%) și reformați (9,57%). Pentru 28,77% din locuitori nu este cunoscută apartenența confesională.